# Нібелунг
Нібелунг (англ. Nibelung, NIB)  — порода кішок, що є довгошерстим варіантом російської блакитної. 

## Історія
Цей варіант був давно відомий у Європі, але не розводився. У США на початку 80-х років XX ст. у приплодах російських блакитних кішок почали з'являтися довгошерсті кошенята. Американців довгошерстий різновид зацікавив, і вони зайнялися його розведенням. У 1986 році ТІСА зареєструвала нібелунгів як нову породу. Починаючи з 1995 року, цю породу визнали WCF, CFF, ТІСА. Кішки цієї породи нечисленні.
Nibelung у перекладі з німецької означає «примарна істота». Кішку назвали так тому, що сріблясто-блакитна шерсть відбиває світло, створюючи ореол навколо тварини.

## Зовнішній вигляд
Кішки породи нібелунг — це стрункі, гнучкі тварини середнього розміру, хоча виглядають масивнішими, ніж російські блакитні, через свою довгу шерсть. Тіло тонке, довге, із сухою мускулатурою. Кістяк тонкий. Коти більші за кішок. Кінцівки довгі, стрункі. Лапи маленькі, округлі. Складається враження, начебто кішка йде навшпиньки. Хвіст довгий, прямий, широкий і товстий біля основи, із загостреним кінчиком.
Голова у формі м'яко окресленого клина із пласкими гранями. Чоло пласке, високе. Ніс прямий. Морда середньої довжини без переривання в області подушечок під вуса. Підборіддя міцне. Вуха досить великі, поставлені прямо й далеко одне від одного, з трохи заокругленими кінчиками. Ширина вух в основі майже дорівнює довжині. Зовні вкриті рідкою короткою тонкою шерстю. Очі великі, майже круглі, поставлені далеко одне від одного й трохи скісно до основ вух. Колір очей яскраво-зелений. У кошеняти очі можуть бути жовтими. До чотирьох місяців навколо зіниці повинне з'явитися зелене кільце. Насиченість кольору залежить від віку. Шия струнка, довга, здається коротшою через шерсть.
Шерсть середньої довжини, блискуча, шовковиста, тонка, м'яка, із густим підшерстям, що не прилягає до тіла. Найдовша й найпухнастіша шерсть на хвості.

### Забарвлення
Забарвлення шерсті блакитне. Перевага надається світлішим відтінкам. Остьове волосся зі сріблястим типінгом, що надає шерсті ясного сріблястого блиску. Повинне контрастувати з густим основним кольором. У кошенят допустимим є залишковий малюнок таббі, що з віком повинен зникнути. Мочка носа темно-сіра. Подушечки лап рожевуваті-блакитні.

## Світлини

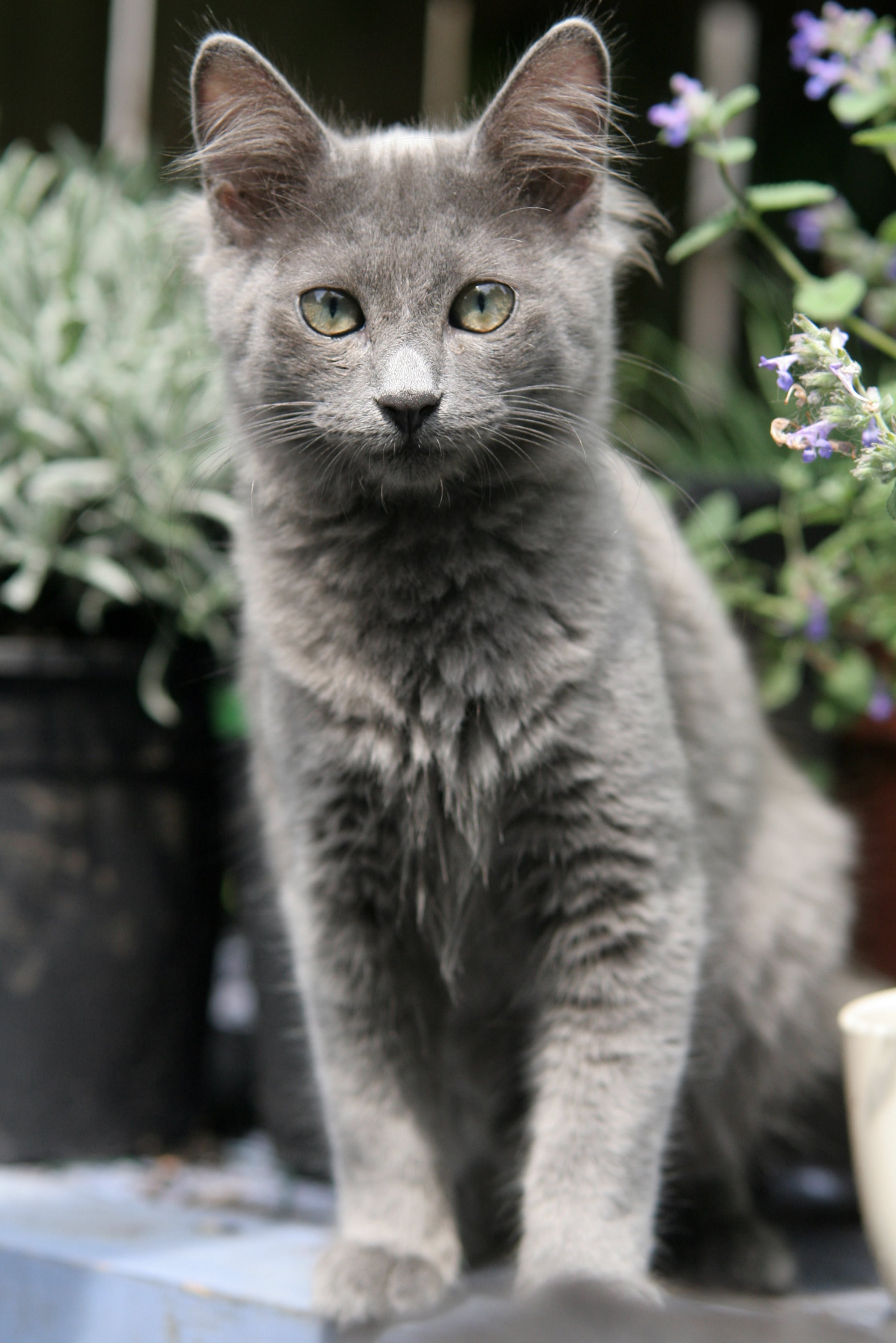
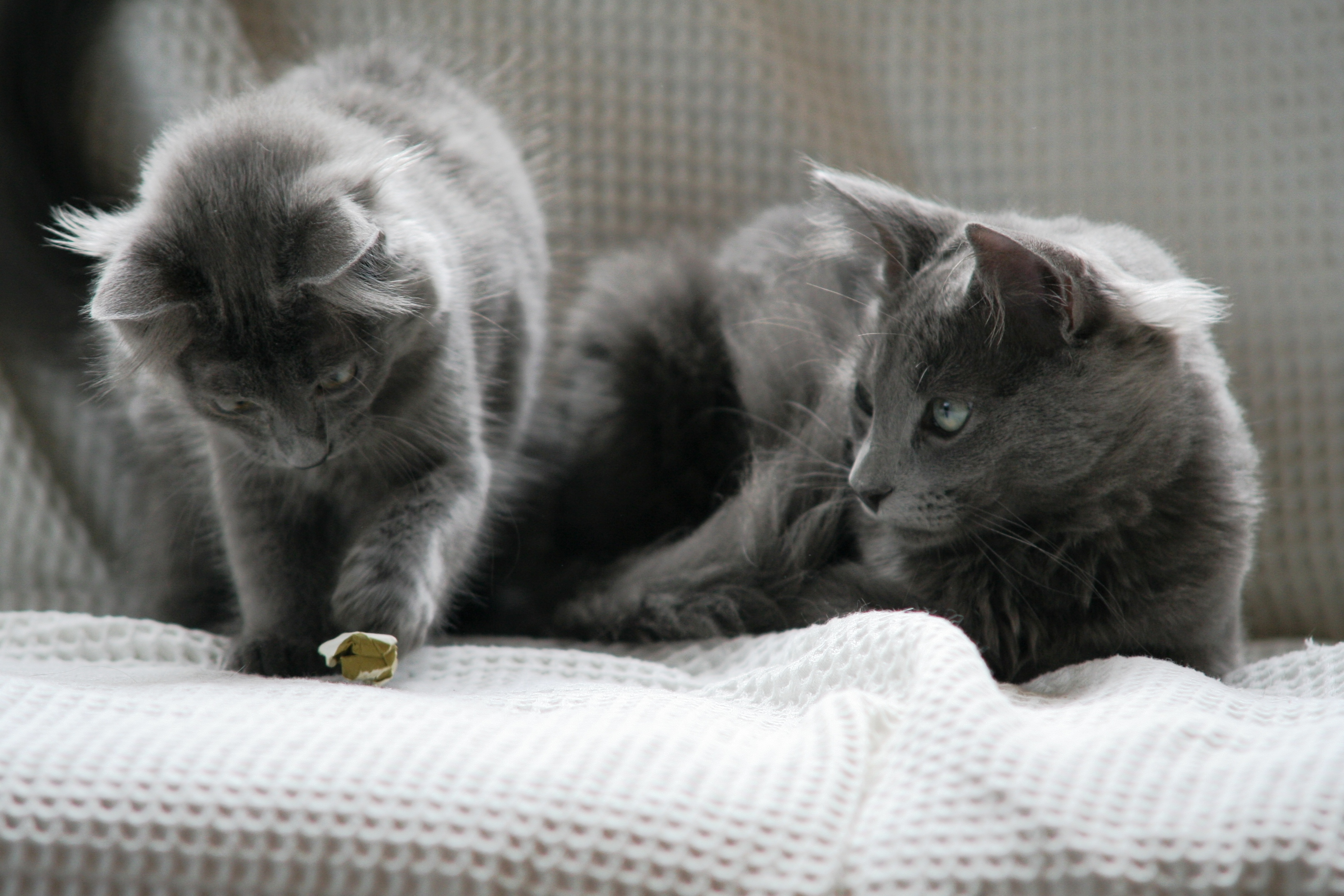
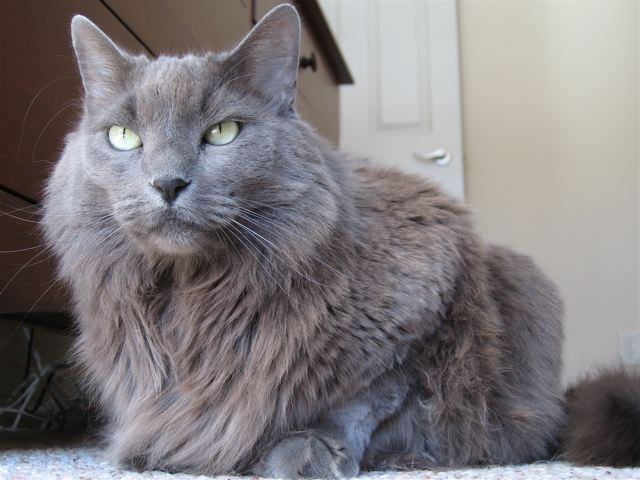
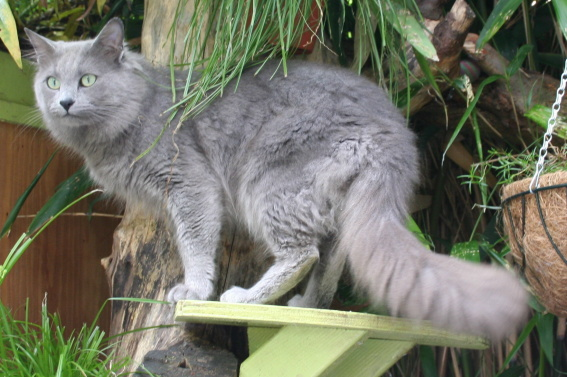
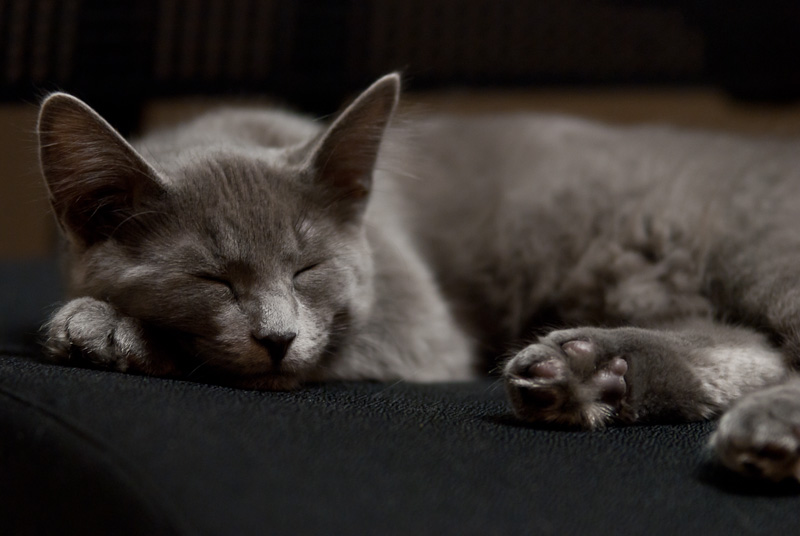